# New African Poets
 (novembre 2007).
Si vous disposez d'ouvrages ou d'articles de référence ou si vous connaissez des sites web de qualité traitant du thème abordé ici, merci de compléter l'article en donnant les références utiles à sa vérifiabilité et en les liant à la section « Notes et références ».
New African Poets est un groupe de hip-hop français, originaire de Strasbourg, en Alsace.

## Biographie
Formé en 1988 dans le quartier du Neuhof, New African Poet se compose d'Abd al Malik, d'Aïssa, de Bilal, de Karim, de Mohammed et de Mustapha. Les premières années, le groupe se produit sur des scènes régionales, acquérant peu à peu une certaine notoriété dans le milieu du rap. 
En 1994, les cinq poètes font la rencontre du producteur Sulee B Wax. La même année, le groupe publie son premier maxi intitulé Trop beau pour être vrai, produit par Sulee B, au label High Skills, label tout juste créé au cœur du Neuhof par Deez Nutz. Leur projet de premier album, L'Art perdu du freestyle, n'aboutira pas en raison de difficultés à trouver un accord avec un distributeur et de demandes d'échantillons refusées.
En 1996, le groupe sort finalement son premier album studio, La Racaille sort un disque, de nouveau chez High Skills, et distribué par Night et Day. Don Lab, producteur local, et Bilal se chargent de la majorité des instrumentaux du disque. Il se vend à 25 000 exemplaires[réf. nécessaire], tandis que paraissent dans la foulée le maxi Je viens des quartiers et son clip.
La reconnaissance de la scène hip-hop et de l'industrie musicale permettent la sortie[réf. nécessaire], en 1998, en licence avec Sony BMG Entertainment, de leur deuxième album La Fin du monde. Celui-ci est marqué par de nombreuses participations, telles que Wallen (sur le titre Si loin Si proche), Rockin Squat  du groupe Assassin et Radical Kicker (Propos sur le pouvoir), Shurik'n (Pas même un sourire) et Freeman (Triangle des Bermudes) du groupe IAM, Rocca (Sans regret) ou encore Faf Larage (5 ans de répit).
Le groupe signe par la suite un contrat d'artiste avec BMG pour sortir son troisième album : À l'intérieur de nous.
High Skills est par ailleurs racheté en 2004 par la société Clair 2 Lune. Le best-of est publié le 17 novembre 2008, la sortie du best-of Un monde perdu (album collector 2 CD et 1 DVD). Il fait notamment participer Rockin' Squat (Assassin), Shurik'n et Freeman (IAM), Rocca, Faf La Rage, Wallen et Sté Strausz. Un premier CD avec les versions originales, un second avec des versions remixées par DJ Nelson, et enfin un DVD de clips, vidéos et interviews.

## Discographie

### Albums studio
- 1996 : La Racaille sort un disque
- 1998 : La Fin du monde
- 2000 : À l'intérieur de nous

### Maxis
- 1994 : Trop beau pour être vrai
- 1997 : Je viens des quartiers
- 1999 : Le Boulevard des rêves brisés

## Vidéographie
- 1997 : Je viens des quartiers
- 1999 : Boulevard des rêves brisés (clip réalisé par J.G Biggs)